# Campionati mondiali di sollevamento pesi 2018 - 59 kg femminile
Le gare di sollevamento pesi della categoria fino a 59 kg femminile — pesi leggeri — dei campionati mondiali del 2018 si sono svolte dal 3 al 4 novembre 2018 ad Aşgabat presso la Weightlifting Arena dell'Aşgabat Olympic Complex.

## Programma
L'orario indicato corrisponde a quello turkmeno (UTC+05:00)
| Data            | Orario | Evento   |
| --------------- | ------ | -------- |
| 3 novembre 2018 | 22:00  | Gruppo C |
| 4 novembre 2018 | 12:00  | Gruppo B |
| 4 novembre 2018 | 17:25  | Gruppo A |

## Medagliate
Per ciascun esercizio, le prime tre classificate sono le seguenti:
| Esercizio | Oro            | Oro    | Argento         | Argento | Bronzo      | Bronzo |
| --------- | -------------- | ------ | --------------- | ------- | ----------- | ------ |
| Strappo   | Kuo Hsing-chun | 105 kg | Hoàng Thị Duyên | 103 kg  | Rebeka Koha | 103 kg |
| Slancio   | Chen Guiming   | 133 kg | Kuo Hsing-chun  | 132 kg  | Mikiko Andō | 131 kg |
| Totale    | Kuo Hsing-chun | 237 kg | Chen Guiming    | 231 kg  | Rebeka Koha | 227 kg |

## Record
Prima di questa competizione, i record mondiali esistenti erano i seguenti:
| Record mondiale | Strappo | Mondiale standard | 104 kg | — | 1º novembre 2018 |
| Record mondiale | Slancio | Mondiale standard | 131 kg | — | 1º novembre 2018 |
| Record mondiale | Totale  | Mondiale standard | 232 kg | — | 1º novembre 2018 |

## Risultati
| Pos. | Atleta                      | Gr. | Peso atleta | Strappo (kg) | Strappo (kg) | Strappo (kg) | Strappo (kg) | Slancio (kg) | Slancio (kg) | Slancio (kg) | Slancio (kg) | Totale   |
| Pos. | Atleta                      | Gr. | Peso atleta | 1            | 2            | 3            | Pos.         | 1            | 2            | 3            | Pos.         | Totale   |
| ---- | --------------------------- | --- | ----------- | ------------ | ------------ | ------------ | ------------ | ------------ | ------------ | ------------ | ------------ | -------- |
|      | Kuo Hsing-chun (TPE)        | A   | 58.07       | 100          | 103          | 105          |              | 128          | 132          | 132          |              | 237      |
|      | Chen Guiming (CHN)          | A   | 58.81       | 98           | 103          | 103          | 5            | 130          | 133          | 140          |              | 231      |
|      | Rebeka Koha (LAT)           | A   | 58.70       | 98           | 102          | 103          |              | 117          | 121          | 124          | 6            | 227      |
| 4    | Pimsiri Sirikaew (THA)      | A   | 58.80       | 100          | 100          | 104          | 4            | 121          | 125          | 128          | 5            | 225      |
| 5    | Mikiko Andō (JPN)           | A   | 58.40       | 93           | 97           | 97           | 11           | 124          | 127          | 131          |              | 224      |
| 6    | Hoàng Thị Duyên (VIE)       | B   | 58.66       | 95           | 100          | 103          |              | 113          | 117          | 120          | 7            | 223      |
| 7    | Chinenye Fidelis (NGR)      | C   | 58.75       | 80           | 85           | 90           | 14           | 115          | 120          | 125          | 4            | 215      |
| 8    | Acchedya Jagaddhita (INA)   | A   | 58.59       | 93           | 93           | 96           | 6            | 112          | 116          | 118          | 9            | 212      |
| 9    | Izabella Yaylyan (ARM)      | A   | 58.56       | 90           | 90           | 95           | 10           | 110          | 115          | 118          | 10           | 210      |
| 10   | Quisia Guicho (MEX)         | A   | 58.63       | 88           | 91           | 91           | 19           | 118          | 122          | 126          | 8            | 206      |
| 11   | Saule Saduakassova (KAZ)    | A   | 58.64       | 85           | 90           | 93           | 16           | 112          | 112          | 115          | 11           | 205      |
| 12   | Jessica Lucero (USA)        | B   | 58.96       | 88           | 88           | 91           | 13           | 109          | 113          | 117          | 12           | 204      |
| 13   | Dora Tchakounté (FRA)       | B   | 58.71       | 88           | 92           | 95           | 8            | 105          | 108          | 110          | 19           | 203      |
| 14   | Ol'ga Tё (RUS)              | B   | 58.84       | 90           | 95           | 98           | 7            | 105          | 108          | 108          | 20           | 203      |
| 15   | Tali Darsigny (CAN)         | C   | 58.77       | 86           | 89           | 91           | 12           | 106          | 111          | 113          | 13           | 202      |
| 16   | Sabine Kusterer (GER)       | B   | 58.74       | 87           | 89           | 91           | 18           | 106          | 109          | 109          | 16           | 198      |
| 17   | Maria Grazia Alemanno (ITA) | A   | 58.94       | 88           | 90           | 92           | 17           | 108          | 110          | 110          | 21           | 198      |
| 18   | Ham Eun-ji (KOR)            | B   | 57.43       | 82           | 86           | 89           | 20           | 111          | 117          | 117          | 14           | 197      |
| 19   | Ayşegül Çakın (TUR)         | B   | 58.99       | 82           | 86           | 86           | 21           | 110          | 110          | 113          | 15           | 196      |
| 20   | Yuderqui Contreras (DOM)    | B   | 57.35       | 86           | 88           | 90           | 15           | 105          | 109          | 109          | 26           | 195      |
| 21   | Carolina Lugo (MEX)         | B   | 58.89       | 85           | 88           | 88           | 22           | 108          | 112          | 112          | 18           | 193      |
| 22   | Seo Jeong-mi (KOR)          | B   | 57.75       | 85           | 90           | 90           | 23           | 105          | 110          | 110          | 25           | 190      |
| 23   | Angelica Roos (SWE)         | B   | 58.57       | 80           | 82           | 84           | 27           | 103          | 106          | 106          | 22           | 188      |
| 24   | Mouna Skandi (ESP)          | C   | 58.98       | 79           | 82           | 84           | 24           | 100          | 103          | 105          | 24           | 187      |
| 25   | Marianne Saarhelo (FIN)     | C   | 58.58       | 80           | 82           | 85           | 25           | 98           | 102          | 104          | 28           | 184      |
| 26   | Þuríður Helgadóttir (ISL)   | C   | 58.46       | 79           | 83           | 83           | 29           | 99           | 102          | 105          | 23           | 184      |
| 27   | Amalie Løvind (DEN)         | C   | 57.93       | 77           | 80           | 82           | 26           | 97           | 100          | 102          | 30           | 182      |
| 28   | Gilyeliz Guzmán (PUR)       | C   | 57.86       | 74           | 79           | 83           | 30           | 93           | 98           | 103          | 27           | 182      |
| 29   | Darya Čeveleva (BLR)        | C   | 58.91       | 75           | 80           | 80           | 31           | 95           | 100          | —            | 29           | 175      |
| 30   | Sarit Kalo (ISR)            | C   | 58.51       | 73           | 73           | 73           | 32           | 92           | 95           | 98           | 31           | 168      |
| 31   | Nastasja Štesl (SLO)        | C   | 58.37       | 68           | 72           | 75           | 33           | 88           | 91           | 92           | 32           | 160      |
| —    | Natal'ja Chlёstkina (RUS)   | A   | 58.56       | 90           | 95           | 99           | 9            | —            | —            | —            | —            | —        |
| —    | Ine Andersson (NOR)         | C   | 58.78       | 77           | 80           | 82           | 28           | 102          | 102          | 102          | —            | —        |
| —    | Flavia Reyes (PUR)          | C   | 58.93       | 82           | 82           | 82           | —            | 108          | 115          | 115          | 17           | —        |
| —    | Arsika Vijayabaskar (SRI)   | C   | ritirata    | ritirata     | ritirata     | ritirata     | ritirata     | ritirata     | ritirata     | ritirata     | ritirata     | ritirata |
| —    | Luaneth Alveo Morales (PAN) | C   | ritirata    | ritirata     | ritirata     | ritirata     | ritirata     | ritirata     | ritirata     | ritirata     | ritirata     | ritirata |